# 45-ös busz (Miskolc)
A miskolci 45-ös jelzésű autóbusz a Búza tér és Auchan Dél (Pesti út) között közlekedik Déli Ipari Park, Joyson érintésével. Kizárólag munkanapokon, a gyári műszakváltásokhoz igazodva jár.

## Története
2018. szeptember 3-án indult a Galamb József bekötőút elkészülte után a Búza tér - Auchan Dél (Pesti út) útvonalon a Joyson érintésével. A járat a 43-as és a 44-es járat kiegészítése céljából indult.
2022. december 13-tól a járat végállomása a Déli Ipari Park, Joyson-ig lett visszahelyezve, ettől kezdve nem érinti az Auchan Dél (Pesti út) megállóhelyet.
2022. december 25-től ismét az Auchan a végállomása, de mindkét irányban a Galamb József bekötőúton közlekedve a Joyson-on át. 

## Megállóhelyei
| 0  | Búza tér végállomás         | 27 | 1, 3, 3A, 4, 7, 11, 20, 20A, 20B, 24, 28, 32, 43, 44, 101B Volánbusz |
| 2  | Szinvapark                  | 25 | 3A, 12, 20, 20A, 20B, 24, 28, 32, 34, 35, 43, 44, Auchan 1 1, 2      |
| 4  | Vörösmarty városrész        | 24 | 3A, 21, 24, 32, Auchan 1                                             |
| 6  | Lévay József utca           | 23 | 4, 30, 31, 32                                                        |
| 7  | Petneházy utca              | 21 | 4, 32                                                                |
| 9  | Tapolcai elágazás           | 20 | 4, 12, 14, 20, 20A, 24, 30, 32, 34, 36, 43, 44                       |
| 11 | Hejőcsabai városrész        | 18 | 4, 14, 43, 44                                                        |
| 12 | Hejőcsabai gyógyszertár     | 16 | 4, 14, 43, 44                                                        |
| 14 | Cementgyár                  | 14 | 4, 14, 43, 44                                                        |
| 17 | Hejőmente                   | 12 |                                                                      |
| 18 | Galamb József utca          | 11 |                                                                      |
| ∫  | Bogáncs utca                | 9  | 3                                                                    |
| 21 | Szirma Volán (↓) Szirma (↑) | 8  | 3                                                                    |
| 24 | Déli Ipari Park - Joyson    | 3  | 43, 44                                                               |
| 27 | Auchan Dél (Pesti út)       | 0  | 44, Auchan 2                                                         |